# Casa Serrano i Sunyer
La Casa Serrano i Sunyer és una obra de Gandesa (Terra Alta) inclosa a l'Inventari del Patrimoni Arquitectònic de Catalunya.

## Descripció
Edifici senyorial que presenta dues façanes, la principal molt refeta i la de darrera conserva encara part de la seva forma original. La construcció primitiva data de l'època medieval de la que es conserven la porta posterior, les finestres apuntades, una d'elles conopial, una altra a més bífora, etc.
Presenta tres plantes, sent la segona la planta noble amb balcons i la superior amb galeria correguda, a les dues façanes.
El ràfec és de fusta treballada. La façana està revocada i pintada, la coberta de teula a dues aigües.

## Història
Pertany a la família Serrano i Sunyer, amb escut d'armes sobre la porta. Els Sunyer venien de Gandesa i els Serrano de Tivissa. Els Sunyer són documentats des de 1593.